# 파만 (비디오 게임)
파만(パーマン)은 후지코 F. 후지오 원작의 만화이자 애니메이션 작품 "파만"을 소재로 하는 패밀리 컴퓨터 전용 게임 소프트이다. 아이렘 (현 아피에스)에 의해서 1990년(헤이세 2년) 12월 14일에 발매되었다.